# Мешков, Алексей Юрьевич
Алексе́й Ю́рьевич Мешко́в (род. 22 августа 1959, Москва, РСФСР, СССР) — советский российский дипломат. Чрезвычайный и полномочный посол (2004).
Заместитель министра иностранных дел Российской Федерации (2012—2017). Член Российского совета по международным делам (РСМД), член Совета по внешней и оборонной политике.

## Биография
В 1981 году окончил МГИМО и поступил на дипломатическую работу в МИД СССР. Владеет английским, итальянским и испанским языками.
В 1981—1986 годах — дежурный референт, атташе, третий секретарь Посольства СССР в Испании.
В 1986—1992 годах — третий, второй, первый секретарь, заведующий отделом Управления научно-технического сотрудничества МИД СССР.
В 1992—1997 годах — первый секретарь, советник, старший советник Посольства Российской Федерации в Испании. В Испании работал под руководством будущего министра иностранных дел России Игоря Иванова.
В 1997—1998 годах — заместитель директора Департамента общеевропейского сотрудничества МИД России.
В 1998—2001 годах — начальник Управления внешнеполитического планирования, директор Департамента внешнеполитического планирования МИД России, член Коллегии Министерства.
С 6 сентября 2001 по 20 января 2004 года — заместитель министра иностранных дел России.
С 20 января 2004 по 14 декабря 2012 года — чрезвычайный и полномочный посол Российской Федерации в Италии.
С 27 февраля 2004 по 14 декабря 2012 года — чрезвычайный и полномочный посол Российской Федерации в Сан-Марино (по совместительству).
С 2 сентября 2006 по 14 декабря 2012 года — постоянный представитель Российской Федерации при Продовольственной и сельскохозяйственной организации Объединённых Наций (ФАО) и Всемирной продовольственной программе ООН (ВПП) (по совместительству).
С 25 декабря 2012 по 23 октября 2017 года — заместитель министра иностранных дел Российской Федерации.
23 октября 2017 года назначен послом Российской Федерации во Франции и Княжестве Монако по совместительству.
В марте 2022 года был вызван в МИД Франции из-за карикатур в твиттере российского дипломатического представительства: на одном из рисунков были изображены европейские страны на коленях, облизывающие ягодицы дяди Сэма, подпись на английском гласила «европейская солидарность как она есть»; второй рисунок изображал умирающую на кровати Европу, в которую США и Евросоюз вводят через шприцы яды под названием «неонацизм», «русофобия» и «Ковид-19». После вызова посла рисунки были удалены из твиттера. Содержательного комментария ситуации российское МИД не давало.

## Семья
Жена Галина Ивановна, имеют сына и дочь. Имеет 2 дочери, 2 сына и 2 внука.

## Награды
- Орден «За заслуги перед Отечеством» IV степени (17 октября 2024) — за большой вклад в реализацию внешнеполитического курса Российской Федерации и многолетнюю добросовестную дипломатическую службу[13].
- Орден Александра Невского (28 июля 2016) — за большой вклад в реализацию внешнеполитического курса Российской Федерации и многолетнюю добросовестную работу[14].
- Орден Почёта (14 мая 2010 года) — за большой вклад в реализацию внешнеполитического курса Российской Федерации и многолетнюю добросовестную работу, заслуги в научно-педагогической деятельности и подготовке высококвалифицированных специалистов[15].
- Орден Дружбы (22 ноября 1999) — за большой личный вклад в политическое урегулирование вокруг Косово и активное участие в проведении линии Российской Федерации на Балканах[16].
- Почётная грамота президента Российской Федерации (5 ноября 2014) — за заслуги в реализации внешнеполитического курса Российской Федерации и многолетнюю добросовестную работу[17].
- Благодарность президента Российской Федерации (11 февраля 2008) — за многолетнюю плодотворную деятельность и большой вклад в продвижение российских интересов в Продовольственной и сельскохозяйственной организации Объединённых Наций[18].
- Почётная грамота правительства Российской Федерации (18 сентября 2002) — за большой личный вклад в реализацию внешнеполитического курса государства и в связи с 200-летием МИДа России[19].
- Орден святого благоверного князя Даниила Московского II степени (6 марта 2003, РПЦ) — за тесное взаимодействие Церкви и дипломатии в защите интересов российских граждан и соотечественников за рубежом[20].
- Орден святого благоверного князя Даниила Московского I степени (РПЦ, 4 июня 2009)— во внимание к усердным трудам о строительстве храма св. вмц. Екатерины в Риме[21].
- Большой крест ордена «За заслуги перед Итальянской Республикой» (Италия, 26 марта 2013)[22].
- Офицер Ордена Святого Карла (Монако, 17 декабря 2015)[23].
- В 2019 году стал лауреатом международной премии Terra Incognita Awards[24].

## Дипломатический ранг
- Чрезвычайный и полномочный посланник 2 класса (14 декабря 1999)[25].
- Чрезвычайный и полномочный посланник 1 класса (29 июля 2002)[26].
- Чрезвычайный и полномочный посол (28 декабря 2004)[27].